# Hermann Behnken
Hermann Behnken (* 30. September 1889 in Hamburg; † April 1945 in oder bei Berlin) war ein deutscher Physiker.
Behnken besuchte das Johanneum in Hamburg mit dem Abitur 1908 und studierte zunächst Theologie und dann Mathematik und Physik (und andere Naturwissenschaften) in Hamburg, Jena und Berlin, wo er 1913 bei Heinrich Rubens summa cum laude promoviert wurde (Über die Polarisation kurzer Hertz'scher Wellen durch metallische Gitter). Danach war er bei der Physikalisch-Technischen Reichsanstalt (PTR) in Berlin-Charlottenburg, wo er ab 1925 Mitglied und Leiter des Röntgenlabors wurde. 1935 wurde er Oberregierungsrat. Er wurde im Ersten Weltkrieg verwundet und war ab 1940 als Reserveoffizier eingezogen. Er war an der Front und später wissenschaftlich tätig. Er ist bei der Schlacht um Berlin 1945 verschollen.
Er entwickelte an der PTR eine Ionisationskammer (Faßkammer) zur genauen Messung der Dosis von Röntgengeräten, worauf 1924 in Deutschland die Einheit Röntgen eingeführt wurde. Behnken bemühte sich danach auch erfolgreich um internationale Anerkennung der Einheit (Radiologenkongress 1928 in Stockholm).
1928 wurde er Ehrenmitglied des American College of Radiology. 1939 war er Vorsitzender der Deutschen Röntgengesellschaft.
Mehrere Artikel im Handbuch der Physik über Röntgenstrahlen stammen von ihm.